# Pastorat (Leichlingen)
Das Pastorat, im 17./18. Jahrhundert auch Wiedenhof, ist eine aus einer Hofschaft hervorgegangene Ortslage in der Stadt Leichlingen (Rheinland) im Rheinisch-Bergischen Kreis.

## Lage und Beschreibung
Das Pastorat liegt an der Wupper am orographisch rechten Flussufer im Kernort Leichlingens. Über eine 2008 errichtete Brücke zwischen der evangelischen Kirche und dem Leichlinger Schulzentrum, beide auf der linken Wupperseite, ist die Ortslage an das Stadtzentrum angebunden.
Benachbarte, zumeist in den Kernort aufgegangene Orte sind Staderhof, Windgesheide, Am Adler, Merlenforst, Hüttchen, Scheeresberg, Kaltenberg, Brückerfeld, Brücke, Bockstiege und Bahnhof. Auf der anderen Wupperseite befinden sich die Orte Am Hammer, Schloss Eicherhof und der historische Leichlinger Ortskern.
In Pastorat befinden sich das evangelische Gemeindehaus und ein Jugendtreff. Südwestlich grenzt Pastorat an den Evangelischen Friedhof Uferstraße.

## Geschichte
Das Pastorat ist, wie der Name Pastorat auch schließen lässt, der ehemalige Wirtschaftshof der evangelischen Pfarrei Leichlingens und war Wohnsitz des Pastors. Die Topographische Aufnahme der Rheinlande von 1824 und die Preußische Uraufnahme von 1844 verzeichnen ihn als Pastorath bzw. Pastorat, die Leichlinger Gemeindekarte von 1830 zeigt den Ort unbeschriftet.
1832 gehörte das Pastorat der Bürgermeisterei Leichlingen an. Der laut der Statistik und Topographie des Regierungsbezirks Düsseldorf als Pfarrhof kategorisierte Ort besaß zu dieser Zeit ein Wohnhaus und zwei landwirtschaftliche Gebäude. Zu dieser Zeit lebten sechs Einwohner im Ort, allesamt evangelischen Glaubens. 1867 wurde westlich von Staderhof die Bahnstrecke Gruiten–Köln-Mülheim eröffnet. 
Im Gemeindelexikon für die Provinz Rheinland werden 1885 ein Wohnhaus mit sieben Einwohnern angegeben. 1895 besitzt der Ort zwei Wohnhäuser ohne Einwohner, 1905 ein Wohnhaus und zwei Einwohner.
Bei einem Luftangriff wurde das historische Hofgebäude durch Bomben zerstört. 2008 wurde für eine Million Euro eine 42 Meter lange Fußgängerbrücke über die Wupper errichtet, um den Schülern des Schulzentrums einen kürzeren und sicheren Schulweg zu ermöglichen.